# Formato proprietario
Con formato proprietario (anche detto formato chiuso) ci si riferisce a qualsiasi formato di file di cui non siano liberamente fruibili le specifiche tecniche complete, in opposto al concetto di formato aperto.
Molti formati proprietari sono nati come forma di monopolio per sfavorire la concorrenza ad esempio rendendo l'ingegneria inversa molto complessa crittografando i dati, rilasciando le specifiche in modo incompleto o coprendole con un brevetto software limitativo (ad esempio in cui il diritto di utilizzo è riservato).
Alcuni esempi di formati proprietari e il relativa estensione:
- Adobe Illustrator .ai
- Adobe Flash .flv
- Advanced Systems Format .asf
- Audio Video Interleave .avi
- DivX .divx
- H.264 (codec video)
- Macromedia FreeHand .fh
- Microsoft Excel .xls
- Microsoft Word .doc
- Microsoft PowerPoint .ppt
- MP3 .mp3
- MPEG-4 .mp4, .mpeg4
- Nero AG .nrg
- PSD di Adobe Photoshop .psd
- QuickTime .mov
- RealMedia .rm
- Tagged Image File Format .tif
- Windows Media Audio .wma
- Windows Media Video .wmv

Può capitare che un utente possa perdere tutte le informazioni contenute in un formato proprietario se l'unico software proprietario in grado di operare correttamente con tali dati non è più reso disponibile.
Spesso la casa madre permette di scaricare gratis il lettore dal suo sito, mentre è a pagamento il programma per la realizzazione dei contenuti, e/o la conversione da o verso altri formati. Diversamente, potendo convertire da e verso altri formati usando un software di un'altra casa, l'utente potrebbe trasformare il file in un formato aperto editabile e riconvertirlo in quello proprietario al termine del lavoro, senza comprare il programma della casa madre.
In verità c'è una gran confusione su ciò che è e ciò che non è un formato proprietario o di contro aperto. Ad esempio in questa pagina viene citato MP3 come formato proprietario: in realtà il formato, benché brevettato è aperto perché ha la specifica pubblica, stessa cosa dicasi per GIF, TIF, PSD e diversi altri.
Il titolare del copyright può rilasciare la specifica con una licenza d'uso che autorizza terzi con differenti livelli di privilegi nei confronti del formato: lettura, conversione da altri formati, conversione in altri formati, creazione e modifica dei contenuti. In genere, chiunque viene autorizzato alla lettura e conversione in altri formati, la modifica dei contenuti è limitata ai soli file creati in altri formati e convertiti in quello proprietario, mentre la creazione è riservata solamente a chi acquista il programma della casa madre.

Icona di un file pdf

A queste autorizzazioni, può seguire una diffusione coerente della specifica, limitatamente alla parte che serve alla lettura e conversione in altri formati.
Si pensi, come esempio, al formato pdf della società Adobe. È un formato proprietario, in un primo periodo era chiuso. Si poteva scaricare gratis il lettore Acrobat Reader dal sito della Adobe, mentre erano a pagamento Adobe Acrobat per creare file pdf, e Acrobat Distiller per convertire da altri formati a pdf. Per un periodo, il formato era ancora chiuso e Acrobat Reader aveva una funzionalità di conversione da pdf ad altri formati, i file di testo. Quando la specifica del pdf è divenuta pubblica, sono comparsi programmi gratuiti per convertire da altri formati a pdf, o realizzare contenuti e salvarli direttamente in questo formato. Questi programmi leggono solo "pdf ibridi", ossia generati in altri formati e poi convertiti in pdf. Se si sono convertiti in pdf, è possibile eliminare il pdf, ritornare al formato originale per modificarlo, e convertirli di nuovo in pdf. Questi programmi non possono aprire file che sono nativamente pdf, quelli realizzati con i prodotti Adobe, per i quali serve il lettore della casa madre.
La pubblicazione della specifica tecnica è un modo per diffondere il formato: per renderlo supportato da un maggior numero di programmi, parte dei quali possono essere più noti del lettore della casa madre, ovvero per diventare uno standard internazionale. Ad esempio, la pubblicazione è un requisito per ottenere una qualifica ISO ed essere riconosciuto come standard internazionale.
Un formato proprietario aperto può essere diverso da un formato open-source, perché il primo può essere modificato solamente acquistando un programma proprietario, mentre i formati open-source possono essere sia letti che modificati da qualunque applicazione.

## Esempi

Icona di Microsoft Excel che produce file proprietari
Icona di file PSD
Icona di file QuickTime
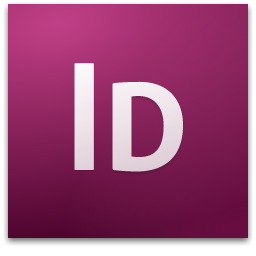
Logo di Indesign che crea i file proprietari .indd
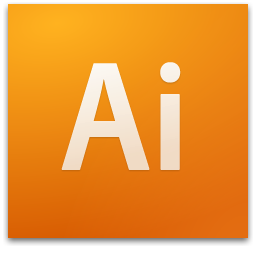
Logo di Illustrator che produce i file proprietari .ai
Icona del file proprietario .doc di Microsoft Word